# You’re Not Sorry
«You’re Not Sorry» (с англ. — «Ты не извиняешься») — песня американской певицы Тейлор Свифт, вышедшая 28 октября 2008 года в качестве промосингла с её второго студийного альбома Fearless (2008). Позднее была выпущена версия ремикса для телевизионного эпизода криминального сериала «C.S.I.: Место преступления», в котором появилась сама Свифт. Она написала «You’re Not Sorry», вдохновленный бывшим парнем, который оказался противоположностью того, кем он выглядел. Песня представляет собой рок-балладу с элементами кантри-рока.

## История
Предыстория и написание
Тейлор Свифт написала песни для своего второго студийного альбома Fearless, гастролируя в качестве открывателя других кантри-музыкантов в 2007—2008 годах, когда ей было 17-18 лет; она продвигала свой первый альбом Taylor Swift (2006). Продолжая романтическую тематику Тейлор Свифт, Fearless рассказывает о любви и разбитом сердце с точки зрения девочки-подростка, используя автобиографические повествования, дополненные школьными и сказочными образами. По словам Свифт, это был сознательный выбор, чтобы ее поклонники могли воспринимать альбом, и почти у каждого трека было «лицо», которое она ассоциировала с ним. Она и продюсер Нейтан Чапман записали более 50 песен для Fearless, и «You’re Not Sorry» была одной из 13 композиций, попавших в окончательный вариант.
На написание песни «You’re Not Sorry» Свифт вдохновил бывший бойфренд, который, как она поняла, не был с ней честен, и ей потребовалось время, чтобы разобраться в его лжи: «Он казался прекрасным принцем […], у которого было много секретов, о которых он мне не рассказывал». Она вспоминала, что ситуация превратилась в «точку перелома», когда она почувствовала, что должна уйти, прежде чем позволить причинить себе еще больше боли. Свифт написала «You’re Not Sorry» одна и спродюсировала трек вместе с Чепменом. Запись была сделана Чадом Карлсоном и смикширована Джастином Нибэнком при содействии Стива Блэкмона в студии Blackbird Studio в Нашвилле.

## Отзывы
Композиция «You’re Not Sorry» получила смешанные и умеренно положительные отзывы критиков и обозревателей: Роб Шеффилд из журнала Blender (песня «насыщена трепетными феромонами»), Джонатан Киф из журнала Slant Magazine («она была одной из песен на „Fearless“, которая расширила успех одноимённого дебютного альбома Свифт»), Крейг Розен из издания The Hollywood Reporter («она показала кроссоверный потенциал Свифт»), Ник Катуччи из журнала New York, Скотт Мервис из газеты Pittsburgh Post-Gazette (сравнил «You’re Not Sorry» с музыкой певицы Tori Amos).
Шеффилд назвал трек «слезливым» и высказал мнение, что он не так эффективен, как другие оптимистичные треки Fearless. Ретроспективные обзоры Ханны Милреа из NME (2020) и Нейта Джонса из Vulture (2024) назвали песню перегруженной и бескомпромиссной. Музыковед Джеймс Э. Пероне нашел текст вдохновляющим для женщин, но он нашел послание повторяющимся, учитывая расположение трека на альбоме, потому что он повторяет темы предыдущих треков, таких как «White Horse» и «Tell Me Why».
Обзоры перезаписи «You’re Not Sorry (Taylor’s Version)» в целом хвалили вокал Свифт, отмечая его улучшение. Джо Коскарелли из The New York Times сказал, что он восхищался авторским мастерством Свифт, но посчитал, что оригинальная версия «немного туговата», а «свежая и утонченная» перезапись заставила его больше ценить трек. Риан Дейли из The Forty-Five назвала его одной из самых недооцененных песен Свифт, заявив, что «роковое» звучание и «нэшвилльская гнусавость» указывают на разнообразные музыкальные эксперименты, которые внесли вклад в ее более поздние работы.

## Коммерческий успех
Поскольку он не был выпущен в виде двойного сингла, «You Not Sorry» не транслировался по радио, поэтому его появление в чартах в основном состояло из цифровых загрузок. Песня вошла в чарт Billboard Hot Digital Songs под номером два, что привело к появлению в Billboard Hot 100 на неделе, закончившейся 15 ноября 2008 года. «You’re Not Sorry» дебютировал и занял 11-е место в Billboard Hot 100, став лучшим дебютом недели и едва не попав в первую десятку песен Свифт в 2008 году. На следующей неделе песня опустилась на 35 место, а затем вылетела из чарта. После выпуска ремикса CSI он снова вошёл в Billboard Hot 100 под номером 67 «You’re Not Sorry» это одна из 13 песен Fearless, попавших в топ-40 Billboard Hot 100, побив рекорд по количеству треков, вошедших в топ-40 с одного альбома. «You’re Not Sorry» провел в общей сложности пять недель в Billboard Hot 100. Также в США «You’re Not Sorry» достиг 21-го места в ныне не существующем чарте Pop 100. К 2017 году он получил платиновую сертификацию Recording Industry Association of America (RIAA) за тираж 1 млн копий. Песня дебютировала и заняла 11 строчку в Canadian Hot 100. По состоянию на декабрь 2011 года в США было продано 653 000 копий «You’re Not Sorry».

## Персонал
«You’re Not Sorry» (2008)
- Тейлор Свифт — продюсер
- Натан Чепмен — продюсер
- Чад Карлсон — запись
- Джастин Нибэнк — сведение
- Стив Блэкмон — ассистент по сведению

## Чарты
| Чарт (2008)                         | Высшая позиция |
| ----------------------------------- | -------------- |
| Канада (Billboard Canadian Hot 100) | 11             |
| США (Billboard Hot 100)             | 11             |
| США (Billboard Pop 100)             | 21             |

## Сертификации
| Регион | Сертификация | Продажи   |
| --- | ------------ | --------- |
| США (RIAA) | Платиновый   | 1 000 000 |
| * Данные о продажах приведены только на основе сертификации. ^ Данные о тиражах приведены только на основе сертификации. |              |           |

## You’re Not Sorry (Taylor’s Version)
11 февраля 2021 года Свифт объявила в эфире программы Good Morning America, что перезаписанная версия песни «You’re Not Sorry» под названием «You’re Not Sorry (Taylor’s Version)» выйдет 9 апреля 2021 года как девятый трек с альбома  Fearless (Taylor’s Version) , представляющего собой перезаписанную версию Fearless 2008 года.

### Чарты
| Чарт (2021)                            | Высшая позиция |
| -------------------------------------- | -------------- |
| Канада (Billboard Canadian Hot 100)    | 90             |
| Мир (Billboard Global 200)             | 165            |
| США (Billboard Bubbling Under Hot 100) | 11             |
| США (Billboard Hot Country Songs)      | 40             |